# Chlodwig zu Hohenlohe-Schillingsfürst
Chlodwig Carl Viktor zu Hohenlohe-Schillingsfürst (31. března 1819, Rotenburg an der Fulda – 6. července 1901, Bad Ragaz) byl německý politik, v letech 1866 až 1870 bavorský premiér a v letech 1894 až 1900 německý kancléř a pruský ministerský předseda.

## Životopis
Byl druhým z pěti synů starobylé a vysoce postavené šlechtické rodiny a jako jeho otec František Josef V. kníže z Hohenlohe-Schillingsfürstu (1787–1841) byl pokřtěn katolicky, zatímco jeho matka princezna Konstanze z Hohenlohe-Langenburgu (1792–1847) byla evangelička.
Chlodwig zu Hohenlohe-Schillingsfürst studoval právo na univerzitách v Göttingenu, Bonnu, Lausanne a Heidelbergu, poté v Prusku nastoupil kariéru právníka a úředníka. Po získání panství Schillingsfürst v Bavorsku z pruských služeb odešel, stal se dědičným členem bavorského parlamentu a zastával politiku sjednocení Německa pod vedením Pruska. Zprvu narážel na odpor většiny ostatní bavorské šlechty, po porážce Bavorska a jeho spojenců v prusko-rakouské válce v létě 1866 však myšlenka spolupráce s Pruskem převládla a Hohenlohe-Schillingsfürst byl 31. prosince 1866 jmenován bavorským ministerským předsedou a ministrem zahraničí. Prosadil spojenectví Bavorska se Severoněmeckým spolkem. Jeho politika však byla považována za příliš propruskou a protikatolickou, a to vedlo k jeho odvolání oběma komorami parlamentu roku 1870.
Po sjednocení Německa byl Hohenlohe-Schillingsfürst v letech 1871 až 1881 poslancem Říšského sněmu a působil jako diplomat. Dne 29. října 1894 byl německým císařem Vilémem II. překvapivě jmenován německým kancléřem. Jako kancléř se dostal s císařem do konfliktu o reformu vojenského zákonodárství, v níž Hohenlohe-Schillingsfürst zastával liberálnější pozici než Vilém II. I když Hohenlohe-Schillingsfürst určité reformy v tomto ohledu prosadil, vcelku bylo jeho postavení slabé a v posledních letech jeho vlády již moc přebíral jeho designovaný nástupce Bernhard von Bülow.

### Rodina a potomstvo
Chlodvík Karel byl od roku 1847 ženatý s Marií ze Seyn-Wittgensteinu (1829–1897), s níž měl 6 dětí:
- Alžběta Konstancie (30. 11. 1847, Simbach am Inn – 26. 10. 1915, Altaussee), svobodná a bezdětná
- Štěpánka (6. 7. 1851, Schillingsfürst, Bavorsko – 18. 9. 1882, Mnichov), manž. 1871 hrabě Artur František ze Schönborn-Wiesentheidu (30. 1. 1846, Würzburg – 29. 9. 1915, Wiesentheid, Bavorsko)
- Filip Arnošt (5. 6. 1853, Schillingsfürst – 26. 12. 1915, Bad Reichenhall), vlastník poděbradského panství, mecenáš a zakladatel poděbradských lázní, I. manž. 1882 Charicléa Ypsilanti (8. 10. 1863, Paříž – 22. 6. 1912, Mnichov), II. manž. 1913 Henriette Gindra (7. 4. 1884, Vídeň – 15. 5. 1952, Innsbruck)
- Albert (14. 10. 1857, Schillingsfürst – 13. 4. 1866, Mnichov)
- Alexandr (6. 8. 1862, Lindau – 16. 5. 1924, Badenweiler, Bádensko-Württembersko), manž. 1895 Emanuela Gallone (19. 2. 1854, Neapol – 26. 3. 1936, tamtéž)
- Mořic (6. 8. 1862, Lindau – 27. 2. 1940, Schillingsfürst), manž. 1893 hraběnka Rosa ze Salm-Reifferscheidt-Dycku (12. 4. 1868 – 1. 12. 1942, Mnichov)